# Инглиш, Марк
Марк И́нглиш (англ. Mark English; род. 18 марта 1993 года, Леттеркенни, Донегол, Ирландия) — ирландский легкоатлет, специализирующийся в беге на 800 метров. Двукратный призёр чемпионата Европы (2014 и 2022), двукратный призёр чемпионата Европы в помещении (2015 и 2019). Многократный чемпион Ирландии. Участник летних Олимпийских игр (2016, 2020 и 2024). Рекордсмен Ирландии в беге на 800 метров на открытых стадионах и в помещении.

## Биография
В детстве одновременно занимался лёгкой атлетикой и гэльским футболом. Основная заслуга в том, что Марк пришёл в бег, принадлежит его старшим сёстрам, Мишель и Джоанн. После того, как в 16 лет стал вторым на первенстве страны среди школьников (800 метров), он принял решение сосредоточиться на беге. Всего через год после этого выбора выиграл европейский отбор на юношеские Олимпийские игры и заслужил право выступить на них в Сингапуре. Там на дистанции 1000 метров он финишировал восьмым и третьим среди европейских сверстников.
На чемпионате мира среди юниоров в 2012 году дошёл до финала, где занял 5-е место. В 20 лет установил высокий личный рекорд 1.44,84 на этапе Бриллиантовой лиги в Лондоне, что позволило ему принять участие в чемпионате мира 2013. На первом в карьере мировом первенстве Марк ограничился участием в предварительных забегах.
Однако уже в следующем сезоне ему удалось реализовать свой потенциал. На чемпионате Европы в Цюрихе он стал бронзовым призёром в беге на 800 метров благодаря хорошему финишу. После 400 метров он находился лишь на 7-м месте. В составе сборной Европы участвовал в Континентальном кубке в Марракеше, внеся свой вклад в общекомандную победу — 4-е место в беге на 800 метров. Успехи Марка оценила национальная федерация, которая назвала Марка лучшим легкоатлетом 2014 года.
Зимой 2015 года занял второе место на чемпионате Европы в помещении, уступив лишь поляку Марцину Левандовскому. На летнем чемпионате мира Инглишу не хватило совсем немного, чтобы попасть в финальный забег.
Принимал участие в летних Олимпийских играх 2016 года. В Рио-де-Жанейро он занял 5-е место в своём полуфинале и не пробился в финал.
С 2012 года учится в Университетском колледже Дублина, где получает медицинское образование.

## Основные результаты
| Год  | Турнир                          | Место проведения         | Дисциплина       | Место       | Результат |
| ---- | ------------------------------- | ------------------------ | ---------------- | ----------- | --------- |
| 2010 | Юношеские Олимпийские игры      | Сингапур                 | 1000 м           | 8-е         | 2.24,95   |
| 2011 | Чемпионат Европы среди юниоров  | Таллин, Эстония          | 800 м            | 10-е (1/2)  | 1.50,77   |
| 2012 | Чемпионат мира среди юниоров    | Барселона, Испания       | 800 м            | 5-е         | 1.46,02   |
| 2013 | Чемпионат Европы среди молодёжи | Тампере, Финляндия       | 800 м            | 14-е (заб.) | 1.49,65   |
| 2013 | Чемпионат Европы среди молодёжи | Тампере, Финляндия       | эстафета 4×400 м | 6-е (заб.)  | 3.07,71   |
| 2013 | Чемпионат мира                  | Москва, Россия           | 800 м            | 21-е (заб.) | 1.47,08   |
| 2014 | Чемпионат мира в помещении      | Сопот, Польша            | 800 м            | 12-е (заб.) | 1.47,60   |
| 2014 | Чемпионат Европы                | Цюрих, Швейцария         | 800 м            | 3-е         | 1.45,03   |
| 2014 | Чемпионат Европы                | Цюрих, Швейцария         | эстафета 4×400 м | 4-е         | 3.01,67   |
| 2014 | Континентальный кубок           | Марракеш, Марокко        | 800 м            | 4-е         | 1.45,74   |
| 2015 | Чемпионат Европы в помещении    | Прага, Чехия             | 800 м            | 2-е         | 1.47,20   |
| 2015 | Чемпионат Европы среди молодёжи | Таллин, Эстония          | 800 м            | 8-е         | 1.50,42   |
| 2015 | Чемпионат мира                  | Пекин, Китай             | 800 м            | 8-е (1/2)   | 1.45,55   |
| 2015 | Чемпионат мира                  | Пекин, Китай             | эстафета 4×400 м | 13-е (заб.) | 3.01,26   |
| 2016 | Олимпийские игры                | Рио-де-Жанейро, Бразилия | 800 м            | 17-е (1/2)  | 1.45,93   |